# Albești (Vaslui)
Albești is een Roemeense gemeente in het district Vaslui.
Albești telt 3303 inwoners.